# Парламент німецькомовної спільноти Бельгії

Розташування німецькомовної спільноти Бельгії

Парламент німецькомовної спільноти Бельгії (нім. Parlament der Deutschsprachigen Gemeinschaft; абревіатура PDG) — законодавчі збори німецькомовної громади Бельгії, що розташований на сході країни, у Валлонії в місті Ейпен. Парламент складається з 25 членів, що обираються строком на 5 років.